# Paddy Bermingham
Paddy Bermingham, né le 17 mars 1904 à Dublin, où il est mort le 7 novembre 1970, est un footballeur international irlandais. Il compte une seule sélection en équipe nationale et est devenu entraîneur après sa carrière de joueur.

## Carrière
Patrick « Paddy » Bermingham naît en 1904 dans le village de Rathcoole, aujourd'hui un quartier au sud-ouest de Dublin. Il va à l'école à la Royal Hibernian Military School dans Phoenix Park. Il devient très vite un sportif accompli puisqu'il remporte des championnats scolaires de cross-country, natation et boxe. Il intègre à la fin de sa scolarité l'entreprise WD & HO Wills Cigarettes située sur South Circular Road avant ensuite de rejoindre l'Urney's Confectionery basée à Tallaght. Il vit dans le quartier de Rialto avec sa femme Maisie.
On ne sait pas grand-chose de sa carrière de footballeur. On lui connait des passages dans les clubs dublinois du Bohemian Football Club, Brideville Football Club, Saint James's Gate Football Club, Shamrock Rovers Football Club et à Belfast au Belfast Celtic Football Club, sans que l'on sache l'historique de ces passages.
Au terme de sa carrière de joueur, Bermingham devient entraîneur. Il est membre de l'encadrement du Dundalk Football Club quand celui-ci remporte la coupe d'Irlande 1948-1949 et est l'entraineur en chef du Bohemian Football Club entre 1961 et 1963 date à laquelle il prend sa retraite du monde du football.
Paddy Bermingham est sélectionné une fois en équipe d'Irlande alors qu'il est joueur du Saint James's Gate Football Club. Il dispute un match amical contre l'équipe nationale de Hongrie à Dublin dans le Dalymount Park le 16 décembre 1934. À cette occasion, il marque son seul but international sur penalty à la 62e minute. L'Irlande perd la rencontre sur le score de quatre buts à deux.